# Elsäßerbach
Der Elsäßerbach ist ein Bach im Gemeindegebiet von Bühlertann im Landkreis Schwäbisch Hall im nordöstlichen Baden-Württemberg, der oberhalb des namengebenden Hauptortes der Gemeinde nach einem westnordwestlichen Lauf von etwa einem Kilometer Länge von rechts in die obere Bühler mündet.

## Geographie

### Verlauf
Der Elsäßerbach entsteht in einer Talmulde westlich des auf einem mittleren Geländepodests unterhalb der Tannenburg stehenden Bühlertanner Weilers Halden. Der längere linke Quellast beginnt als Grabenlauf ein wenig nördlich unterhalb des Weilers Heuhof auf einer Höhe von etwa 420 m ü. NN. Von hier fließt der Bach kontinuierlich in der Flur westnordwestwärts, anfangs jedoch noch recht unbeständig in einer nur mäßig seitensteilen Geländekerbe. Nach weniger als 300 Metern fließt aus Halden von Ostnordosten kommend der zwar etwas kürzere, aber ein wenig einzugsgebietsreichere, in der Natur jedoch unscheinbarere rechte Quellast auf etwa 398,7 m ü. NN zu. Es folgt ein Abschnitt von über 400 Metern, auf dem der nun recht natürliche  Bachlauf schwache Mäander zeigt und von einer erst schütteren, dann teils mit Waldbäumen bestandenen und dichteren, dann wieder aussetzenden Gehölzgalerie begleitet wird. Auf den letzten etwa 400 Metern läuft der Bach schnurgerade und kahl zwischen Äckern und Wiesen in einem Feldweggraben am auskeilenden rechten Bühlertalfuß und durch die sehr flache rechte Flussaue bis zur Mündung in die mittlere Bühler auf etwa 373 m ü. NN, die er etwa 500 Meter flussabwärts der einzeln stehenden Weidenmühle des etwa doppelt so weit flussabwärts beginnenden Dorfes Bühlertann erreicht.

### Einzugsgebiet
Der Elsäßerbach entwässert eine Fläche von etwa 0,6 km² westnordwestwärts zur Bühler. Der höchste Punkt im Einzugsgebiet liegt an der Nordostecke auf dem Sporn des Tannenbergs an der Tannenburg auf etwa 485,7 m ü. NN. Von der Mündung ganz im Nordwesten bis dorthin steigt die Wasserscheide in zwei steileren Strecken bergan, jenseits liegt das Entwässerungsgebiet des unteren Bühler-Zuflusses Dammbach. Hinter der östlichen und südlichen , die größtenteils auf der mittleren Geländeterrasse laufen, entwässert der Avenbach die Landschaft oberhalb zur Bühler.
Der Elsäßerbach entsteht am Westrand des zu den Schwäbisch-Fränkischen Waldberge zählenden Naturraums Ellwanger Berge und mündet in der Vellberger Bucht genannten Keuperaustrittsbucht der Bühler, einem Unterraum der Hohenloher Ebene. Die zwei Bachläufe beginnen in den Estherienschichten des oberen Gipskeupers (Grabfeld-Formation) wenig unterhalb der das Tal umringenden Geländestufe auf dem Schilfsandstein (Stuttgart-Formation), auf dem Halden und Heuhof stehen. Bei Heuhof liegt über diesem noch eine Insel Unteren Bunten Mergels (Steigerwald-Formation), der auch als dessen Westsporn umziehendes Band am Anstieg auf den Tannenberg ausstreicht. Die Burg oben nimmt die Westspitze eines Ebenenkeils auf dem Kieselsandstein (Hassberge-Formation) ein. Die beiden Bachoberläufe vereinen sich im Mittleren Gipshorizont des Gipskeupers, wonach dann der Bach über einen von ihm angeschütteten schmalen Mündungsfächer bis zum Rand der Bühleraue läuft, das weite Auensedimentband darin durchquert und dann mündet.
Das Einzugsgebiet liegt im Gemeindegebiet von Bühlertann und umfasst die Südhälfte der Tannenburg, den Westteil des Weilers Halden und den Weiler Heuhof.

### LUBW
Amtliche Online-Gewässerkarte mit passendem Ausschnitt und den hier benutzten Layern: Lauf und Einzugsgebiet des Elsäßerbachs

Allgemeiner Einstieg ohne Voreinstellungen und Layer: Daten- und Kartendienst der Landesanstalt für Umwelt Baden-Württemberg (LUBW) (Hinweise)
1. 1 2  Höhe nach dem Höhenlinienbild auf dem Hintergrundlayer Topographische Karte.
2. ↑  Länge abgemessen auf dem Hintergrundlayer Topographische Karte.
3. ↑  Einzugsgebiet abgemessen auf dem Hintergrundlayer Topographische Karte.
4. ↑  Höhe nach schwarzer Beschriftung auf dem Hintergrundlayer Topographische Karte.
5. ↑  Der rechte Ast, dort laut Polygonzug mit einer Länge von knapp 200 Metern angesichts, wird vom Layer Gewässernetz (AWGN) als einziger Oberlauf dem Elsäßerbach zugerechnet. Der linke ist etwa 70 Meter länger. Die Teileinzugsgebiete sind etwa 13 ha (links) und etwa 17 ha (rechts) groß. Allein am Ursprung des linken Zweigs ist auf dem Hintergrundlayer Topographische Karte eine Quelle eingezeichnet.

### Andere Belege
1. ↑  Wolf-Dieter Sick: Geographische Landesaufnahme: Die naturräumlichen Einheiten auf Blatt 162 Rothenburg o. d. Tauber. Bundesanstalt für Landeskunde, Bad Godesberg 1962. → Online-Karte (PDF; 4,7 MB)
2. ↑  Geologie nach der unter → Literatur genannten geologischen Karte. Einen groben Überblick verschafft auch Mapserver des Landesamtes für Geologie, Rohstoffe und Bergbau (LGRB) (Hinweise)